# Iswestija-Pokal 1971
Der Iswestija-Pokal 1971 (russisch Турнир на приз газеты Известия, dt.: Turnier um den Preis der Zeitung „Известия“, dt. Iswestija, d. h. Nachrichten) war ein Eishockeyturnier, welches in diesem Jahr aus Anlass des 25. Jahrestages des sowjetischen Eishockeys vom 17. bis 20. Dezember 1971 in Moskau stattfand. Neben der sowjetischen nationalen Auswahl nahmen die Nationalmannschaften Finnlands, Schwedens und der Tschechoslowakei teil, wobei die Schweden nur eine B-Mannschaft entsendeten, welche von der Konkurrenz überrollt wurde. Die kanadische Mannschaft folgte der Einladung ebenso nicht wie die US-amerikanische, die zunächst aus terminlichen, letztlich aber aus finanziellen Gründen absagte.

## Spiele
| 17. Dezember 1971 | UdSSR Wladimir Wikulow (28.) Wladimir Wikulow (39.) | 2:4 (0:3, 2:0, 0:1) | Finnland Juhani Tamminen (3.) Matti Murto (9.) Juhani Tamminen (18.) Juha Rantasila (47.) | Sportpalast Luschniki, Moskau Zuschauer: 14.000 |

| 17. Dezember 1971 | Tschechoslowakei Vladimír Bednář (2.) Richard Farda (10.) Jiří Bubla (15.) Ivan Hlinka (16.) Jiří Kochta (30.) Richard Farda (47.) Eduard Novák (52.) Rudolf Tajcnár | 8:1 (4:1, 1:0, 3:0) | Schweden Dick Yderström (2.) | Sportpalast Luschniki, Moskau Zuschauer: 13.800 |

| 18. Dezember 1971 | UdSSR Anatoli Firsow Wladimir Wikulow Waleri Charlamow Juri Blinow Alexander Malzew | 5:2 (1:0, 3:1, 1:1) | Tschechoslowakei Jiří Holík Ivan Hlinka | Sportpalast Luschniki, Moskau Zuschauer: 14.000 |

| 18. Dezember 1971 | Finnland Jorma Peltonen (9.) Seppo Lindström (35.) Ilpo Koskela (55.) Jorma Peltonen (57.) | 4:1 (1:1, 1:0, 2:0) | Schweden Bo Berggren (13.) | Sportpalast Luschniki, Moskau Zuschauer: 9.500 |

| 20. Dezember 1971 | UdSSR Wladimir Wikulow (2) Waleri Charlamow (2) Boris Michailow (2) Alexander Martynjuk (2) Wladimir Petrow Juri Blinow Juri Ljapkin Alexander Malzew | 12:1 (4:0, 5:0, 3:1) | Schweden Hans Jax (52.) | Sportpalast Luschniki, Moskau Zuschauer: 14.000 |

| 20. Dezember 1971 | Tschechoslowakei Jaroslav Holík (8.) | 1:0 (1:0, 0:0, 0:0) | Finnland | Sportpalast Luschniki, Moskau Zuschauer: 8.000 |

## Abschlusstabelle
| Platz | Mannschaft       | Spiele | S | U | N | T     | P |
| ----- | ---------------- | ------ | - | - | - | ----- | - |
|       | UdSSR            | 3      | 2 | 0 | 1 | 19:07 | 4 |
|       | Tschechoslowakei | 3      | 2 | 0 | 1 | 11:06 | 4 |
|       | Finnland         | 3      | 2 | 0 | 1 | 08:04 | 4 |
| 4.    | Schweden B       | 3      | 0 | 0 | 3 | 03:24 | 2 |

## Die besten Spieler
Die besten Spieler des Turniers: 
| Torwart     | Jorma Valtonen     |
| Verteidiger | František Pospíšil |
| Stürmer     | Wladimir Wikulow   |

Der beste Scorer wurde ebenfalls Wladimir Wikulow mit 6 Punkten (5 Tore, 1 Vorlage).